# Franz-Josef Tenhagen
Franz-Josef „Jupp“ Tenhagen (* 31. Oktober 1952 in Millingen, heute ein Ortsteil von Rees) ist ein ehemaliger deutscher Fußballspieler und -trainer.

## Spielerlaufbahn

### Verein
In der Bundesliga spielte er von 1971 bis 1988 für Rot-Weiß Oberhausen, Borussia Dortmund und den VfL Bochum. Für Bochum war er insgesamt zwölf Jahre lang aktiv. Tenhagen spielte als Abwehrspieler 457 Mal in der Bundesliga und erzielte 25 Treffer.

### Nationalmannschaft
Er kam auf drei Einsätze in der deutschen Nationalmannschaft, darunter auch 1977 beim 1:1 im Freundschaftsspiel gegen Brasilien im Maracanã-Stadion von Rio de Janeiro vor 160.000 Zuschauern. Eine Verletzung verhinderte seinen Einsatz bei der Weltmeisterschaft 1978 in Argentinien.

## Trainertätigkeit
Als Trainer betreute er unter anderem den VfL Bochum, die SG Wattenscheid 09 und den LR Ahlen, mit Wattenscheid (1997) und Ahlen (2000) stieg er jeweils in die 2. Bundesliga auf. Lange Zeit war er in der Oberliga Nordrhein für den 1. FC Bocholt (1991–1996 und 2001–2007) tätig: Zwar erklärte er am 7. März 2007 seinen Rücktritt vom Traineramt, doch blieb er als Sportdirektor  bei dem Verein. Dieses Engagement endete dann im Spätsommer 2007. Aus finanziellen Gründen wurde Tenhagen entlassen. Der 1. FC Bocholt stieg nach dem Weggang von Tenhagen in die Verbandsliga Niederrhein ab.
Tenhagen lebt heute in Haldern, einem Ortsteil von Rees am Niederrhein (Kreis Kleve) und betreibt in der Nachbarstadt Emmerich am Rhein ein Sportgeschäft sowie mehrere Fußballschulen im überregionalen Bereich. Im Sommer 2008 wurde er sportlicher Leiter beim Kreisliga-A-Verein SC 26 Bocholt, wo seinerzeit der ehemalige Bundesligaspieler Harald Katemann als Trainer tätig war. Außerdem ist er seit Oktober 2016 wieder für den VfL Bochum tätig, und zwar als Mitglied im VfL-Aufsichtsrat.
Ab Sommer 2009 übernahm Tenhagen das Traineramt beim ambitionierten Bezirksligisten SV Grieth (Ortsteil von Kalkar) und schaffte sogleich den Aufstieg in die Landesliga. Sein Engagement bei dem Verein beendete er am 12. Januar 2011.